# Đồng vị của lithi
Trong tự nhiên lithi (3Li) bao gồm hai đồng vị bền, lithi-6 và lithi-7, với đồng vị sau phổ biến hơn hẳn: chiếm khoảng 92.5% số nguyên tử. Cả hai đồng vị tự nhiên này có năng lượng kết nối hạt nhân thấp bất ngờ tính theo mỗi nucleon (~5.3 MeV) khi so sánh với các nguyên tố nhẹ hơn và nặng hơn liền kề, heli (~7.1 MeV) và berylli (~6.5 MeV). Đồng vị phóng xạ bền nhất của lithi là lithi-8, với chu kỳ bán rã chỉ có 838 milli giây. Lithi-9 có chu kỳ bán rã 178 milli giây, và lithi-11 có chu kỳ bán rã khoảng 1.1 milli giây. Tất cả các đồng vị còn lại của lithium có thời gian bán rã ngắn hơn 10 nano giây. Các đồng vị được biết đến có tuổi thọ ngắn nhất của lithi là lithi-4, bán rã bằng cách phát xạ proton với chu kỳ bán rã khoảng 91×10−23 giây, mặc dù thời gian bán rã của lithium-3 vẫn chưa được xác định, và có thể sẽ ngắn hơn nhiều, giống như heli-2 (diproton) bị phân hủy proton chỉ trong 10−9 giây.
Lithi-7 and lithi-6 là hai trong số nuclid nguyên thủy được tạo ra trong Vụ Nổ Lớn, với lithi-7 chiếm 10−9 trong tổng số nuclid và lithi-6 chiếm khoảng 10−13. Một tỷ lệ nhỏ lithi-6 được sản xuất do phản ứng hạt nhân ở một số ngôi sao.Các đồng vị của lithi tách biệt phần nào trong nhiều quá trình địa chất học, bao gồm sự hình thành khoáng vật (sự kết tủa hóa học và trao đổi ion). Ion lithi thay thế magie hoặc sắt ở một số vị trí bát diện trong đất sét, và lithi-6 đôi khi được ưa thích hơn lithi-7. Điều này dẫn đến việc làm giàu lithi-7 trong các quá trình địa chất.
Lithi-6 là một đồng vị quan trọng trong vật lý hạt nhân vì nếu dùng neutron bắn phá nó thì sẽ tạo ra triti.

## Danh sách các đồng vị
| Biểu tượng đồng vị | Z(Proton)             | N(Neutron)            | khối lượng đồng vị (u) | chu kỳ bán rã             | phương thức bán rã  | Sản phẩm phân rã | spin hạt nhân | thành phần đồng vị đại diện (tỷ lệ mol) | khoảng biến thiên tự nhiên (tỷ lệ mol) |
| Biểu tượng đồng vị | năng lượng kích thích | năng lượng kích thích | năng lượng kích thích  | chu kỳ bán rã             | phương thức bán rã  | Sản phẩm phân rã | spin hạt nhân | thành phần đồng vị đại diện (tỷ lệ mol) | khoảng biến thiên tự nhiên (tỷ lệ mol) |
| ------------------ | --------------------- | --------------------- | ---------------------- | ------------------------- | ------------------- | ---------------- | ------------- | --------------------------------------- | -------------------------------------- |
| 4 Li               | 3                     | 1                     | 402719(23)             | 91(9)×10−24 s [603 MeV]   | p                   | 3 He             |               |                                         |                                        |
| 5 Li               | 3                     | 2                     | 501254(5)              | 370(30)×10−24 s [~15 MeV] | p                   | 4 He             | 3/2−          |                                         |                                        |
| 6 Li               | 3                     | 3                     | 6015122795(16)         | Ổn định                   | Ổn định             | Ổn định          | 1+            | [00759(4)]                              | 007714–007225                          |
| 7 Li               | 3                     | 4                     | 701600455(8)           | Ổn định                   | Ổn định             | Ổn định          | 3/2−          | [09241(4)]                              | 092275–092786                          |
| 8 Li               | 3                     | 5                     | 802248736(10)          | 8403(9) ms                | β−                  | 8 Be             | 2+            |                                         |                                        |
| 9 Li               | 3                     | 6                     | 90267895(21)           | 1783(4) ms                | β−, n (50.8%)       | 8 Be             | 3/2−          |                                         |                                        |
| 9 Li               | 3                     | 6                     | 90267895(21)           | 1783(4) ms                | β− (49.2%)          | 9 Be             | 3/2−          |                                         |                                        |
| 10 Li              | 3                     | 7                     | 10035481(16)           | 20(5)×10−21 s [12(3) MeV] | n                   | 9 Li             | (1−,2−)       |                                         |                                        |
| 10m1 Li            | 200(40) keV           | 200(40) keV           | 200(40) keV            | 37(15)×10−21 s            |                     |                  | 1+            |                                         |                                        |
| 10m2 Li            | 480(40) keV           | 480(40) keV           | 480(40) keV            | 135(24)×10−21 s           |                     |                  | 2+            |                                         |                                        |
| 11 Li              | 3                     | 8                     | 11043798(21)           | 875(14) ms                | β−, n (84.9%)       | 10 Be            | 3/2−          |                                         |                                        |
| 11 Li              | 3                     | 8                     | 11043798(21)           | 875(14) ms                | β− (8.07%)          | 11 Be            | 3/2−          |                                         |                                        |
| 11 Li              | 3                     | 8                     | 11043798(21)           | 875(14) ms                | β−, 2n (4.1%)       | 9 Be             | 3/2−          |                                         |                                        |
| 11 Li              | 3                     | 8                     | 11043798(21)           | 875(14) ms                | β−, 3n (1.9%)       | 8 Be             | 3/2−          |                                         |                                        |
| 11 Li              | 3                     | 8                     | 11043798(21)           | 875(14) ms                | β−, α (1.0%)        | 7 He , 4 He      | 3/2−          |                                         |                                        |
| 11 Li              | 3                     | 8                     | 11043798(21)           | 875(14) ms                | β−, fission (.014%) | 8 Li , 3 H       | 3/2−          |                                         |                                        |
| 11 Li              | 3                     | 8                     | 11043798(21)           | 875(14) ms                | β−, fission (.013%) | 9 Li , 2 H       | 3/2−          |                                         |                                        |
| 12 Li              | 3                     | 9                     | 1205378(107)#          | <10 ns                    | n                   | 11 Li            |               |                                         |                                        |

1. ↑  Bold for stable isotopes
2. ↑  One of the few stable odd-odd nuclei
3. ↑  Produced in Big Bang nucleosynthesis and by cosmic ray spallation
4. ↑  Immediately decays into two 4He atoms for a net reaction of 8Li → 24He + e−
5. ↑  Immediately decays into two 4He atoms for a net reaction of 9Li → 24He + 1n + e−
6. ↑  Has 2 halo neutrons
7. ↑  Immediately decays into two 4He atoms for a net reaction of 11Li → 24He + 31n + e−

## Sách tham khảo
- Khối lượng đồng vị trích dẫn từ:
  - G. Audi; A. H. Wapstra; C. Thibault; J. Blachot; O. Bersillon (2003). "The NUBASE evaluation of nuclear and decay properties" (PDF). Nuclear Physics A. Quyển 729. tr. 3–128. Bibcode:2003NuPhA.729....3A. doi:10.1016/j.nuclphysa.2003.11.001. Bản gốc (PDF) lưu trữ ngày 23 tháng 9 năm 2008. Truy cập ngày 3 tháng 9 năm 2017. {{Chú thích tạp chí}}: Đã định rõ hơn một tham số trong |archivedate= và |archive-date= (trợ giúp); Đã định rõ hơn một tham số trong |archiveurl= và |archive-url= (trợ giúp)
- Thành phần đồng vị và khối lượng chuẩn nguyên tử được trích dẫn từ:
  - J. R. de Laeter; J. K. Böhlke; P. De Bièvre; H. Hidaka; H. S. Peiser; K. J. R. Rosman; P. D. P. Taylor (2003). "Atomic weights of the elements. Review 2000 (IUPAC Technical Report)". Pure and Applied Chemistry. Quyển 75 số 6. tr. 683–800. doi:10.1351/pac200375060683.
  - M. E. Wieser (2006). "Atomic weights of the elements 2005 (IUPAC Technical Report)". Pure and Applied Chemistry. Quyển 78 số 11. tr. 2051–2066. doi:10.1351/pac200678112051. {{Chú thích tạp chí}}: Đã bỏ qua tham số không rõ |lay-url= (trợ giúp)
- Chu kỳ bán rã, spin và các dữ liệu đồng phân được trích dẫn từ:
  - G. Audi; A. H. Wapstra; C. Thibault; J. Blachot; O. Bersillon (2003). "The NUBASE evaluation of nuclear and decay properties" (PDF). Nuclear Physics A. Quyển 729. tr. 3–128. Bibcode:2003NuPhA.729....3A. doi:10.1016/j.nuclphysa.2003.11.001. Bản gốc (PDF) lưu trữ ngày 23 tháng 9 năm 2008. Truy cập ngày 3 tháng 9 năm 2017. {{Chú thích tạp chí}}: Đã định rõ hơn một tham số trong |archivedate= và |archive-date= (trợ giúp); Đã định rõ hơn một tham số trong |archiveurl= và |archive-url= (trợ giúp)
  - National Nuclear Data Center. "NuDat 2.1 database". Brookhaven National Laboratory. Truy cập ngày 23 tháng 2 năm 2017.
  - N. E. Holden (2004). "Table of the Isotopes". Trong D. R. Lide (biên tập). CRC Handbook of Chemistry and Physics (ấn bản thứ 85). CRC Press. Section 11. ISBN 978-0-8493-0485-9.